# Stiftung Donauschwäbisches Zentralmuseum
Die Stiftung Donauschwäbisches Zentralmuseum ist eine 1998 gegründete Stiftung mit Sitz in Ulm.

## Auftrag der Stiftung
Auf Grundlage des Paragrafen 96 des Bundesvertriebenengesetzes hat die Stiftung die Aufgrabe, die kulturelle Tradition und das Kulturgut der Donauschwaben zu bewahren, indem sie Geschichte Kultur und Landschaft umfassend dokumentiert, Kulturgut sammelt und präsentiert sowie der landes- und volkskundlichen Forschung über die donauschwäbischen Herkunftsgebiete zugänglich macht. Zugleich soll sie das Wissen über Nachbarn in Südosteuropa verbreitern und vertiefen, um so einen Beitrag zur Verständigung in Europa zu leisten. Zu diesem Zweck betreibt die Stiftung das Donauschwäbische Zentralmuseum in Ulm.

## Träger der Stiftung
Die Stiftung Donauschwäbisches Zentralmuseum wird gefördert von der Beauftragten der Bundesregierung für Kultur und Medien aufgrund eines Beschlusses des Deutschen Bundestages, dem Land Baden-Württemberg und der Stadt Ulm. Die Vertreter von Stadt, Land und Bund sind in den Stiftungsgremien vertreten. Darüber hinaus sind auch die Vorsitzenden der vier donauschwäbischen Landsmannschaften Mitglieder des Stiftungsrats (Landsmannschaft der Banater Schwaben; Landsmannschaft der Deutschen aus Ungarn; Landsmannschaft der Sathmarer Schwaben; Landsmannschaft der Donauschwaben (aus dem ehemaligen Jugoslawien)).

## Gremien der Stiftung
(Quelle: )

### Stiftungsrat
Der Stiftungsrat legt die Grundsätze für die Arbeit der Stiftung fest. Er unterstützt den Vorstand bei der Erfüllung seiner Aufgaben und überwacht die Rechtmäßigkeit, Zweckmäßigkeit und Wirtschaftlichkeit der Arbeit innerhalb der Stiftung. Mitglieder des Stiftungsrates sind:
- Julian Würtenberger, Vorsitzender (Staatssekretär a. D. im Ministerium des Inneren, für Digitalisierung und Kommunen Baden-Württemberg)
- Ministerialrätin Susanne Olbertz, stellvertretende Vorsitzende (Beauftragte der Bundesregierung für Kultur und Medien)
- Gunter Czisch (Oberbürgermeister der Stadt Ulm)
- Peter-Dietmar Leber (Bundesvorsitzender der Landsmannschaft der Banater Schwaben)
- Joschi Ament (Bundesvorsitzender der Landsmannschaft der Deutschen aus Ungarn)
- Jürgen Harich (Bundesvorsitzender der Landsmannschaft der Donauschwaben)
- Thomas Erös (Bundesvorsitzender der Landsmannschaft der Sathmarer Schwaben)
- Reinhard Johler (Vorsitzender des wissenschaftlichen Beirates)
- Jan Merk (Präsident des Museumsverbandes Baden-Württemberg. Kulturdezernat der Stadt München)

### Vorstand
Der Vorstand kann der Geschäftsführung Aufgaben zur selbständigen Erledigung übertragen. Mitglieder des Vorstandes sind:
- Iris Mann, Vorstandsvorsitzende (Bürgermeisterin, Stadt Ulm)
- Evangelia Hüfner (Ministerialrätin, Ministerium für Inneres, Digitalisierung und Migration Baden-Württemberg)
- Hans Supritz (Bundesvorsitzender der Landsmannschaft der Donauschwaben)

### Wissenschaftlicher Beirat
Der Wissenschaftliche Beirat berät den Stiftungsrat, den Vorstand und die Geschäftsführung bei der Erstellung und Realisierung der Museumskonzeption sowie bei dem Auf- und Ausbau des Museums. Mitglieder des wissenschaftlichen Beirates sind:
- Nina Gorgus, Historisches Museum Frankfurt
- Zoran Janjetović, Institut für Zeitgeschichte Serbiens, Belgrad
- Reinhard Johler, Ludwig-Uhland-Institut für Empirische Kulturwissenschaft, Tübingen
- Florian Kührer-Wielach, Institut für deutsche Kultur und Geschichte Südosteuropas an der LMU München
- Olivia Spiridon, Institut für donauschwäbische Geschichte, Tübingen
- Markus Tauschek, Institut für Volkskunde der Deutschen des östlichen Europa, Freiburg
- Ágnes Tóth, Ungarische Akademie der Wissenschaften, Budapest